# Rührt Euch
Die Soldatenzeitung Rührt Euch erschien erstmals im April 1970 in der Röttiger-Kaserne, Ausbildungskompanie 11/3 des 1. Panzergrenadierbataillons 73, in Hamburg-Harburg. Im Gegensatz zu früher verweigerten politisch engagierte Wehrdienstpflichtige nicht mehr den 18-monatigen Wehrdienst, sondern leisteten ihn ab und schlossen sich im Arbeitskreis Demokratischer Soldaten (ADS) zusammen. An den Standorten Buxtehude, Celle, Eckernförde, Hamburg (Bergedorf, Harburg, Rahlstedt), Hannover, Itzehoe, Lübeck, Lüneburg, Münster, Neumünster und Stade bildeten sich in den Jahren bis 1983 Stützpunkte und Arbeitskreise und wechselten einander ab. Nachdem die Bundeswehr-Generalität in der sogenannten Schnez-Studie ihre Auffassung dargelegt hatte und auch über die Thesen der Offiziersgruppe „Leutnante 70“ diskutiert wurde, meldeten sich mit Unterstützung und Teilnahme des ADS nunmehr Wehrpflichtige zu Wort. Auf einer Pressekonferenz am 10. Mai 1970 stellten sich 13 Soldaten – 12 von ihnen in Uniform – in Bonn der Öffentlichkeit mit ihren Ansichten und Forderungen in der Wehrpflichtigenstudie „Soldat 70“ vor und übergaben sie der Öffentlichkeit.
Darin heißt es: „Wir haben nicht nur von Frieden und Demokratie geredet, sondern wir haben danach gehandelt. Und wir nehmen § 17,2 des Soldatengesetzes ernst. Angesehen, wie es im Soldatengesetz heißt, kann aber nach unserer Meinung nur der sein, der sich für Frieden und Demokratie einsetzt. Wir haben uns z. B. dagegen gewehrt, dass die alten und neuen Nazis wieder frech und offen in der Bundeswehr Propaganda machen und als Kandidaten der NPD auftreten dürfen. Das Ergebnis: Nicht sie, sondern wir wurden verknackt – von Ausgangssperren bis zu Bau … Deswegen fordern wir:
- Freie politische und gewerkschaftliche Betätigung aller Soldaten im Rahmen des Grundgesetzes außerhalb und innerhalb der Kasernentore.
- Dienstbefreiung nach freier Wahl für politische Bildung (z. B. Teilnahme an gewerkschaftlichen Bildungsveranstaltungen).
- Freistellung zur Ausübung des passiven Wahlrechts auch für Wehrpflichtige.
- Freie Betätigung aller demokratischen Organisationen in der Bundeswehr.
- Auflösung der NPD.
- Entlassung aller Unteroffiziere und Offiziere, die sich in neonazistischen Organisationen betätigen.
- Entfernung aller Offiziere und Generäle, die der Hitler-Clique dienten.
- Ausmistung aller Bundeswehr-Büchereien und Entfernung jener Bücher mit kriegsverherrlichendem und antihumanistischem Inhalt.
- Sofortige Änderung von Kasernen- und Schiffsnamen, die eine reaktionäre und militaristische Tradition verkörpern, und Umbenennung nach Demokraten, Widerstandskämpfern und Antifaschisten.“

Neben dem Austritt aus der NATO und einem Neutralitätsgebot meldete der Soldat 70 auch soziale Forderungen an, wie die Erhöhung des Wehrsoldes, Herabsetzung der Wehrdienstzeit auf 12 Monate oder die freie Wahl der ärztlichen und medizinischen Hilfe. Radiosender, wie auch die überregionale und regionale Presse berichteten darüber. Die Diskussion, die sich daraufhin in einigen Kasernen, wie der Röttiger-Kaserne, entwickelte, wurde vom Generalinspekteur der Bundeswehr, Ulrich de Maiziere, verboten. Die Verfasser dieser Studie sahen sich erheblichen Repressalien ausgesetzt, bis hin zur vorzeitigen Entlassung aus der Bundeswehr wegen „Gefährdung der militärischen Sicherheit und Ordnung“.